# Morti nel 1990/Gennaio
| Questa pagina contiene informazioni ricavate automaticamente dalle voci biografiche con l'ausilio del template Bio e di un bot. L'aggiornamento è periodico e automatico e ricostruisce completamente la pagina. Se manca una persona in questa lista, sei pregato di non aggiungerla, ma accertati piuttosto che la sua voce biografica contenga il template Bio e che i dati anagrafici siano correttamente compilati. Se il template Bio manca, inseriscilo tu stesso o, in alternativa, metti l'avviso {{tmp\|Bio}} che ne segnala la mancanza. Se i dati riportati sono sbagliati, correggi direttamente la voce biografica; le modifiche saranno visibili in questa lista entro pochi giorni. Per chiarimenti vedi il progetto biografie. La lista contiene solo le 139 persone che sono citate nell'enciclopedia e per le quali è stato implementato correttamente il template Bio. Pagina aggiornata al 3 mar 2024. |

- 1º gennaio - Ernst Kuzorra, calciatore e allenatore di calcio tedesco (n. 1905)
- 1º gennaio - Vittorio Marangone, politico italiano (n. 1912)
- 1º gennaio - Tomáš Týn, religioso, filosofo e teologo ceco (n. 1950)
- 2 gennaio - Lawrence Alloway, critico d'arte inglese (n. 1926)
- 2 gennaio - Euaggelos Averōf, politico greco (n. 1910)
- 2 gennaio - Alan Hale Jr., attore statunitense (n. 1921)
- 3 gennaio - Mauro Cía, pugile argentino (n. 1919)
- 3 gennaio - Ernst Widmer, compositore, direttore d'orchestra e pianista svizzero (n. 1927)
- 4 gennaio - Harold Eugene Edgerton, ingegnere elettrico e fotografo statunitense (n. 1903)
- 4 gennaio - Alberto Lleras Camargo, giornalista, politico e diplomatico colombiano (n. 1906)
- 4 gennaio - Enrica Malcovati, latinista e filologa classica italiana (n. 1894)
- 4 gennaio - Wim Volkers, allenatore di calcio e calciatore olandese (n. 1899)
- 5 gennaio - Lola Iturbe, anarchica e pubblicista spagnola (n. 1902)
- 5 gennaio - Arthur Kennedy, attore statunitense (n. 1914)
- 5 gennaio - Kléber Piot, ciclista su strada e ciclocrossista francese (n. 1920)
- 5 gennaio - Jaroslav Rössler, fotografo ceco (n. 1902)
- 5 gennaio - Genrich Sidorenkov, hockeista su ghiaccio sovietico (n. 1931)
- 6 gennaio - Gord Aitchison, cestista canadese (n. 1909)
- 6 gennaio - Pavel Alekseevič Čerenkov, fisico sovietico (n. 1904)
- 6 gennaio - Ian Charleson, attore britannico (n. 1949)
- 6 gennaio - Virgilio Conrero, imprenditore italiano (n. 1918)
- 6 gennaio - Jake Weber, cestista statunitense (n. 1918)
- 7 gennaio - Vittorio Baroni, religioso italiano (n. 1911)
- 7 gennaio - Eero Böök, scacchista finlandese (n. 1910)
- 7 gennaio - Ed Czerkiewicz, calciatore statunitense (n. 1912)
- 7 gennaio - Bronko Nagurski, giocatore di football americano statunitense (n. 1908)
- 7 gennaio - Joe Robbie, dirigente sportivo, avvocato e imprenditore statunitense (n. 1916)
- 8 gennaio - Terry-Thomas, attore e cabarettista britannico (n. 1911)
- 8 gennaio - Georgie Auld, sassofonista e clarinettista canadese (n. 1919)
- 8 gennaio - John Schick, cestista statunitense (n. 1916)
- 9 gennaio - Charles Alfred Anderson, mineralogista statunitense (n. 1902)
- 9 gennaio - Giuseppe Cadregari, calciatore italiano (n. 1919)
- 9 gennaio - Bazilio Olara-Okello, politico e generale ugandese (n. 1929)
- 9 gennaio - Shlomo Pines, storico e filosofo francese (n. 1908)
- 9 gennaio - Cemal Süreya, poeta e scrittore turco (n. 1931)
- 10 gennaio - Juliet Berto, attrice e regista francese (n. 1947)
- 10 gennaio - Mino Guerrini, pittore, sceneggiatore e regista italiano (n. 1927)
- 10 gennaio - Willie Sanders, attore britannico (n. 1906)
- 10 gennaio - Jurij Michajlovič Vyšinskij, regista sovietico (n. 1923)
- 10 gennaio - Otto Weidinger, militare tedesco (n. 1914)
- 10 gennaio - Lyle R. Wheeler, scenografo statunitense (n. 1905)
- 11 gennaio - Giuseppe Barbera, politico italiano (n. 1925)
- 11 gennaio - José Luis García Traid, calciatore e allenatore di calcio spagnolo (n. 1936)
- 11 gennaio - Kusuo Kobayashi, mafioso giapponese (n. 1930)
- 11 gennaio - Kittens Reichert, attrice statunitense (n. 1910)
- 11 gennaio - Elvio Salvatore, politico e avvocato italiano (n. 1928)
- 12 gennaio - Whitey Dienelt, cestista statunitense (n. 1921)
- 12 gennaio - John Hansen, allenatore di calcio e calciatore danese (n. 1924)
- 12 gennaio - Laurence Peter, psicologo canadese (n. 1919)
- 12 gennaio - Paul Pisk, compositore e musicologo austriaco (n. 1893)
- 13 gennaio - Giovanni Griffith, calciatore italiano (n. 1934)
- 13 gennaio - Simon Guttmann, letterato tedesco (n. 1891)
- 13 gennaio - Francisco Hormazábal, allenatore di calcio e calciatore cileno (n. 1920)
- 13 gennaio - Jenő Kalmár, allenatore di calcio e calciatore ungherese (n. 1908)
- 13 gennaio - Alexandre Katlama, progettista, militare e cestista russo (n. 1910)
- 13 gennaio - Pierre Pascal, poeta, saggista e iranista francese (n. 1909)
- 14 gennaio - Edgar Everhart, astronomo statunitense (n. 1920)
- 15 gennaio - František Douda, pesista e discobolo cecoslovacco (n. 1908)
- 15 gennaio - Gordon Jackson, attore scozzese (n. 1923)
- 15 gennaio - Gabriel Estavao Monjane, circense mozambicano (n. 1944)
- 15 gennaio - Hannah Washington, attrice statunitense (n. 1923)
- 15 gennaio - William O'Neal, criminale statunitense (n. 1949)
- 16 gennaio - Bill Heaton, calciatore inglese (n. 1918)
- 16 gennaio - Robert Lamartine, calciatore francese (n. 1935)
- 16 gennaio - Jean Saint-Fort Paillard, cavaliere francese (n. 1913)
- 17 gennaio - Giuseppe Amarelli, imprenditore italiano (n. 1904)
- 17 gennaio - Tito Celani, calciatore e allenatore di calcio italiano (n. 1921)
- 17 gennaio - Charles Hernu, politico francese (n. 1923)
- 17 gennaio - Sydney Johnson,  inglese
- 17 gennaio - Léon Motchane, matematico e mecenate svizzero (n. 1900)
- 18 gennaio - Rusty Hamer, attore statunitense (n. 1947)
- 18 gennaio - Candy Jones, scrittrice e modella statunitense (n. 1925)
- 18 gennaio - Kim Chang-hee, sollevatore sudcoreano (n. 1921)
- 18 gennaio - Jurij Sergeevič Pobedonoscev, regista sovietico (n. 1910)
- 18 gennaio - Luigi Zorzi, calciatore italiano (n. 1920)
- 19 gennaio - Carlo Bagno, attore italiano (n. 1920)
- 19 gennaio - Klavdija Aleksandrovna Barchatova, astronoma sovietica (n. 1917)
- 19 gennaio - Joseph Courtat, calciatore svizzero (n. 1919)
- 19 gennaio - Arthur Goldberg, politico e giurista statunitense (n. 1908)
- 19 gennaio - Aldo Gucci, imprenditore e designer italiano (n. 1905)
- 19 gennaio - Marina Pagano, cantante e attrice italiana (n. 1939)
- 19 gennaio - Aleksandr Aronovič Pečerskij, militare sovietico (n. 1909)
- 19 gennaio - Osho Rajneesh, mistico indiano (n. 1931)
- 19 gennaio - Alberto Semprini, pianista e direttore d'orchestra inglese (n. 1908)
- 20 gennaio - Antonio Bortoletti, calciatore italiano (n. 1910)
- 20 gennaio - Naruhiko Higashikuni, principe, militare e politico giapponese (n. 1887)
- 20 gennaio - Barbara Stanwyck, attrice e ballerina statunitense (n. 1907)
- 20 gennaio - Jean Wolff, missionario e arcivescovo cattolico francese (n. 1905)
- 21 gennaio - Aldo Canti, attore e stuntman italiano (n. 1941)
- 21 gennaio - Trude Fleischmann, fotografa statunitense (n. 1895)
- 21 gennaio - Pierre Nicolas, contrabbassista francese (n. 1921)
- 22 gennaio - Gordon Buehrig, designer statunitense (n. 1904)
- 22 gennaio - Giorgio Caproni, poeta, critico letterario e traduttore italiano (n. 1912)
- 22 gennaio - Angelo Petracca, carabiniere italiano (n. 1970)
- 22 gennaio - Mariano Rumor, politico italiano (n. 1915)
- 22 gennaio - José Salomón, calciatore argentino (n. 1916)
- 22 gennaio - Giovanni Tamburelli, ingegnere italiano (n. 1923)
- 22 gennaio - Roman Vishniac, biologo e fotografo statunitense (n. 1897)
- 23 gennaio - Sergio Angelini, calciatore e allenatore di calcio italiano (n. 1914)
- 23 gennaio - Allen Collins, chitarrista statunitense (n. 1952)
- 23 gennaio - Wilhelm Dommes, militare tedesco (n. 1907)
- 23 gennaio - José Napoleón Duarte, politico salvadoregno (n. 1925)
- 23 gennaio - Charley Eugene Johns, politico statunitense (n. 1905)
- 23 gennaio - Adriano Seroni, politico, giornalista e critico letterario italiano (n. 1918)
- 24 gennaio - Madge Bellamy, attrice statunitense (n. 1899)
- 24 gennaio - Helga Gnauer, schermitrice austriaca (n. 1929)
- 24 gennaio - Francesco Mei, giornalista e anglista italiano (n. 1923)
- 24 gennaio - Araken, calciatore brasiliano (n. 1905)
- 24 gennaio - Teresa Cristina di Sassonia-Coburgo-Koháry, principessa tedesca (n. 1902)
- 24 gennaio - Leendert Gerrit Westerink, filologo classico, grecista e bizantinista olandese (n. 1913)
- 25 gennaio - Dámaso Alonso, poeta, scrittore e filologo spagnolo (n. 1898)
- 25 gennaio - Amable Audin, archeologo francese (n. 1899)
- 25 gennaio - Franco Bironi, calciatore italiano (n. 1925)
- 25 gennaio - Ava Gardner, attrice statunitense (n. 1922)
- 25 gennaio - Alexander Lockwood, attore statunitense (n. 1902)
- 25 gennaio - Francesco Neffat, politico, antifascista e partigiano italiano (n. 1908)
- 26 gennaio - Hal Draper, attivista e scrittore statunitense (n. 1914)
- 26 gennaio - Bob Gerard, pilota automobilistico britannico (n. 1914)
- 26 gennaio - Lewis Mumford, urbanista e sociologo statunitense (n. 1895)
- 26 gennaio - Geneviève Prigent, ambientalista francese (n. 1919)
- 26 gennaio - Toninho Guerreiro, calciatore brasiliano (n. 1942)
- 27 gennaio - Pit Corder, linguista britannico (n. 1918)
- 27 gennaio - Helen Jerome Eddy, attrice statunitense (n. 1897)
- 27 gennaio - Travis Webb, pilota automobilistico statunitense (n. 1910)
- 27 gennaio - Henry Winterfeld, scrittore tedesco (n. 1901)
- 28 gennaio - Tibor Florián, scacchista e compositore di scacchi ungherese (n. 1919)
- 28 gennaio - Jan Lambrichs, ciclista su strada olandese (n. 1915)
- 28 gennaio - Edward Szymkowiak, calciatore polacco (n. 1932)
- 28 gennaio - Massimo Teglio, aviatore italiano (n. 1900)
- 29 gennaio - Irma Brandeis, critica letteraria e italianista statunitense (n. 1905)
- 29 gennaio - Ren Zhuoxuan, politico, giornalista e attivista cinese (n. 1896)
- 30 gennaio - Severino Canavesi, ciclista su strada e ciclocrossista italiano (n. 1911)
- 30 gennaio - John Rogers Cox, pittore statunitense (n. 1915)
- 30 gennaio - Ross Hill, attore statunitense (n. 1973)
- 30 gennaio - John Lindgren, fondista svedese (n. 1899)
- 30 gennaio - Anna McGowan,  statunitense (n. 1897)
- 31 gennaio - Ricardo Bordallo, politico statunitense (n. 1927)
- 31 gennaio - Eveline Du Bois-Reymond Marcus, zoologa tedesca (n. 1901)
- 31 gennaio - Sigmund Frogn, calciatore norvegese (n. 1904)